# Arqueologia feminista
L'arqueologia feminista és una orientació de la interpretació arqueològica de les societats antigues segons una perspectiva feminista. L'arqueologia feminista es concentra sovint en el gènere, però també considera la igualtat fent tàndem amb altres factors, com ara la sexualitat, la raça o la classe.
L'arqueologia feminista ha criticat l'aplicació indiscriminada de les normes i els valors occidentals moderns a les societats del passat. A més, aquesta disciplina es preocupa per (i promou) la substitució d'un biaix androcèntric per un altre de ginocèntric en l'estructuració de les normes que regulen l'arqueologia com a professió.
La seva major aportació al món de l'arqueologia ha estat el retorn a l'estudi de les persones en lloc de centrar-se exclusivament en els sistemes. A més, s'investiga sobre un tipus de gent diferent de la que s'investigava abans.

## Història
El feminisme en arqueologia va tenir uns inicis lents. Va començar a final dels anys 1970 i a principis dels 1980 com una crítica de l'androcentrisme en la interpretació de les dades arqueològiques i es va anar transformant en una investigació sobre el gènere i en una crítica a la naturalesa androcèntrica del coneixement acadèmic. El gènere té a veure amb les categories masculina i femenina, que tenen una base social, i no pas biològica. Els arqueòlegs feministes van estudiar les presumpcions relatives a les diferències de sexe al llarg de la història del tipus “tots els homes caçaven, totes les dones recol·lectaven” (Gamble, pàg 42). L'arqueologia americana va trigar força a unir-se al debat feminista. En altres parts del món, com Europa, Austràlia i Àfrica del Sud, l'arqueologia de gènere va comptar amb l'ajuda dels arqueòlegs interpretatius que van dur a terme una crítica als arguments d'autoritat. Van qüestionar el mètode científic i van criticar la interpretació processual del passat.
L'article Archaeology and the Study of Gender, aparegut el 1984 i escrit per Margaret Conkey i Janet D. Spector, resumeix la crítica feminista de la disciplina a l'època: 
- que els arqueòlegs han aplicat sense miraments les normes occidentals actuals de gènere a les societats del passat, per exemple en la divisió sexual del treball;
- que els contextos i els objectes atribuïts a les activitats típicament masculines, com ara la producció de puntes de fletxa i l'escorxament dels animals al mateix lloc de la caça, han estat prioritaris en el repartiment de temps de recerca i de finançament;
- i que el caràcter mateix de la disciplina ha estat construït sobre valors i normes masculins.

Per exemple, les dones, en general, han estat encoratjades a dedicar-se als estudis de laboratori més que al treball de camp (tot i que amb algunes excepcions) i, a més, la imatge de l'arqueòleg és d'un home robust, masculí, un «cowboy de la ciència» (només cal recordar l'exemple d'Indiana Jones).
El 1991, dues publicacions van marcar l'emergència de l'arqueologia feminista a gran escala: el volum Engendering Archaeology, que se centra en les dones en la prehistòria, i un número temàtic de la revista Historical Archaeology, que tracta de les dones i de la igualtat a l'Amèrica postcolombina.

## Diferència entre l'arqueologia de gènerei l'arqueologia feminista
L'interès de la problemàtica de gènere va néixer amb el moviment feminista però s'ha de recordar que, si bé és un fet que cal indagar sobre el gènere, no ha de fer-se obligatòriament des d'una perspectiva feminista.